# Elecciones municipales de Chile de 2004
Las elecciones municipales de Chile de 2004 se realizaron el domingo 31 de octubre de dicho año. Se eligió a los responsables de la administración local, es decir, de las comunas. Chile está dividido en 345 comunas, administradas por una municipalidad, compuesta por un alcalde y un concejo municipal, formado por un número de 6, 8 o 10 concejales, dependiendo del número de electores de cada comuna. Ambos cargos duran cuatro años en su labor.
Por primera vez en la historia republicana, cada votante debió marcar su preferencia en dos papeletas: una para elegir alcalde y otra elegir para concejal. En el primer caso, resultó elegido el candidato con la mayor cantidad de votos; en el segundo caso, se utilizó el sistema electoral proporcional con cifra repartidora conocido como Sistema D'Hondt.
Los aprontes de los partidos políticos apuntaban hacia una reñida elección, teniendo en cuenta el virtual empate de las dos principales coaliciones en la primera vuelta de la elección presidencial de 1999. En la elección municipal de 2000, la diferencia entre ambas fuerzas fue de tres alcaldes, pese a que la gobernante Concertación obtuvo un 52 % y la opositora Alianza por Chile un 40 % de los votos. Sin embargo, en virtud de la elección separada, también había posibilidades de que la Concertación pudiese conseguir un mayor número de alcaldes que en la elección municipal anterior.
El interés de la elección se centró en su calidad de apronte para la elección presidencial de 2005.
En estas elecciones hubo 4 comunas nuevas que debieron elegir autoridades. Estas fueron: Alto Hospicio, Alto Biobío, Hualpén y Cholchol. Además, en el año 2001 se cambia de nombre a la comuna de Navarino, por el de Cabo de Hornos, y se le agrupa con la comuna de Antártica para la administración de esta última.

## Pactos electorales y partidos políticos
| Pacto y partidos                | Pacto y partidos                       | Pacto y partidos                | Candidatos | Candidatos | Candidatos |
| Pacto y partidos                | Pacto y partidos                       | Pacto y partidos                | Alcaldes   | Concejales |            |
| Juntos Podemos                  | Juntos Podemos                         | Juntos Podemos                  | 229        | 1160       |            |
| ------------------------------- | -------------------------------------- | ------------------------------- | ---------- | ---------- | ---------- |
|                                 | Partido Humanista                      | PH                              | 26         | 260        |            |
|                                 | Partido Comunista                      | PCCh                            | 115        | 466        |            |
|                                 | Independientes Lista A                 | Ind. (ILA)                      | 88         | 434        |            |
| Alianza                         | Alianza                                | Alianza                         | 343        | 2114       |            |
|                                 | Renovación Nacional                    | RN                              | 126        | 921        |            |
|                                 | Unión Demócrata Independiente          | UDI                             | 148        | 919        |            |
|                                 | Independientes Lista B                 | Ind. (ILB)                      | 69         | 15         |            |
| Concertación por la Democracia  | Concertación por la Democracia         | Concertación por la Democracia  | 340        | 2121       |            |
|                                 | Partido Demócrata Cristiano            | PDC                             | 157        | 906        |            |
|                                 | Partido por la Democracia              | PPD                             | 55         | 370        |            |
|                                 | Partido Socialista                     | PS                              | 75         | 397        |            |
|                                 | Partido Radical Socialdemócrata        | PRSD                            | 29         | 305        |            |
|                                 | Independientes Lista C                 | Ind. (ILC)                      | 24         | 143        |            |
| Nueva Alternativa Independiente | Nueva Alternativa Independiente        | Nueva Alternativa Independiente | 22         | 190        |            |
|                                 | Alianza Nacional de los Independientes | ANI                             | 15         | 128        |            |
|                                 | Independientes Lista D                 | Ind. (ILD)                      | 7          | 62         |            |
| Nueva Fuerza Regional           | Nueva Fuerza Regional                  | Nueva Fuerza Regional           | 8          | 64         |            |
|                                 | Independientes Lista E                 | Ind. (ILE)                      | 8          | 64         |            |
| Independientes fuera de pacto   | Independientes fuera de pacto          | Independientes fuera de pacto   | 301        | 533        |            |
| Total de candidatos             | Total de candidatos                    | Total de candidatos             | 1243       | 6195       |            |

## Resultados
| Lista                           | Pacto o partido                        | Sigla                       | Elección de alcaldes | Elección de alcaldes | Elección de alcaldes | Elección de alcaldes | Elección de alcaldes | Elección de concejales | Elección de concejales | Elección de concejales | Elección de concejales | Elección de concejales |
| Lista                           | Pacto o partido                        | Sigla                       | Votos                | %?                   | Alc.?                | %?                   | ± %?                 | Votos                  | %?                     | Conc.?                 | %?                     | ± %?                   |
| ------------------------------- | -------------------------------------- | --------------------------- | -------------------- | -------------------- | -------------------- | -------------------- | -------------------- | ---------------------- | ---------------------- | ---------------------- | ---------------------- | ---------------------- |
| A                               | Juntos Podemos                         |                             | 371 772              | 5,89 %               | 4                    | 1,16 %               |                      | 561 687                | 9,17 %                 | 89                     | 4,15 %                 |                        |
|                                 | Partido Comunista                      | PCCh                        | 188 629              | 2,99 %               | 4                    | 1,16 %               | -0,25 %              | 200 121                | 4,88 %                 | 38                     | 1,77 %                 | 1,64 %                 |
| Partido Humanista               | PH                                     | 59 805                      | 0,95 %               | 0                    | 0,00 %               | 0,17 %               | 199 395              | 1,95 %                 | 27                     | 1,26 %                 | 1,17 %                 |                        |
| Independientes Lista A          | ILA                                    | 123 338                     | 1,95 %               | 0                    | 0,00 %               |                      | 143 171              | 2,34 %                 | 24                     | 1,12 %                 |                        |                        |
| B                               | Alianza                                |                             | 2 443 381            | 38,72 %              | 104                  | 30,14 %              | -1,37 %              | 2 307 046              | 37,68 %                | 886                    | 41,32 %                | -2,41 %                |
|                                 | Unión Demócrata Independiente          | UDI                         | 1 228 808            | 19,47 %              | 51                   | 14,78 %              | 3,50 %               | 1 151 703              | 18,81 %                | 404                    | 18,84 %                | 2,84 %                 |
| Renovación Nacional             | RN                                     | 881 816                     | 13,97 %              | 38                   | 11,01 %              | -1,57 %              | 923 887              | 15,09 %                | 386                    | 18,00 %                | -0,45 %                |                        |
| Independientes Lista B          | ILB                                    | 332 757                     | 5,27 %               | 15                   | 4,35 %               | -3,32 %              | 231 456              | 3,78 %                 | 96                     | 4,48 %                 | -4,81 %                |                        |
| C                               | Concertación por la Democracia         |                             | 2 827 514            | 44,81 %              | 203                  | 58,84 %              | -7,32 %              | 2 932 350              | 47,89 %                | 1126                   | 52,52 %                | -2,24 %                |
|                                 | Partido Demócrata Cristiano            | PDC                         | 1 382 185            | 21,90 %              | 99                   | 28,70 %              | 0,28 %               | 1 243 220              | 20,30 %                | 456                    | 21,27 %                | -1,32 %                |
| Partido Radical Socialdemócrata | PRSD                                   | 192 858                     | 3,06 %               | 12                   | 3,48 %               | -2,36 %              | 281 662              | 4,60 %                 | 119                    | 5,55 %                 | -0,82 %                |                        |
| Partido por la Democracia       | PPD                                    | 404 281                     | 6,41 %               | 34                   | 9,86 %               | -5,00 %              | 610 603              | 9,97 %                 | 231                    | 10,77 %                | -1,41 %                |                        |
| Partido Socialista              | PS                                     | 744 678                     | 11,80 %              | 45                   | 13,04 %              | 0,52 %               | 667 235              | 10,90 %                | 255                    | 11,89 %                | -0,38 %                |                        |
| Independientes Lista C          | ILC                                    | 103 512                     | 1,64 %               | 13                   | 3,77 %               | -0,74 %              | 129 630              | 2,12 %                 | 65                     | 3,03 %                 | -0,26 %                |                        |
| D                               | Nueva Alternativa Independiente        | NAI                         | 20 253               | 0,32 %               | 1                    | 0,29 %               |                      | 42 457                 | 0,69 %                 | 15                     | 0,70 %                 |                        |
|                                 | Alianza Nacional de los Independientes | ANI                         | 15 510               | 0,25 %               | 0                    | 0,00 %               |                      | 29 912                 | 0,49 %                 | 11                     | 0,51 %                 |                        |
| Independientes Lista D          | ILD                                    | 4743                        | 0,08 %               | 1                    | 0,29 %               |                      | 12 545               | 0,20 %                 | 4                      | 0,19 %                 |                        |                        |
| E                               | Nueva Fuerza Regional                  | NFR                         | 38 866               | 0,62 %               | 1                    | 0,29 %               |                      | 39 967                 | 0,65 %                 | 7                      | 0,33 %                 |                        |
| I                               | Independientes fuera de pacto          | Ind                         | 608 420              | 9,64 %               | 32                   | 9,28 %               | 8,20 %               | 239 868                | 3,92 %                 | 21                     | 0,98 %                 | 2,48 %                 |
| Total de votos válidos          | Total de votos válidos                 | Total de votos válidos      | 6 310 206            | 91,82 %              |                      |                      |                      | 6 123 375              | 89,08 %                |                        |                        |                        |
| Votos nulos                     | Votos nulos                            | Votos nulos                 | 374 797              | 5,45 %               |                      |                      |                      | 477 925                | 6,95 %                 |                        |                        |                        |
| Votos en blanco                 | Votos en blanco                        | Votos en blanco             | 187 672              | 2,73 %               |                      |                      |                      | 273 015                | 3,97 %                 |                        |                        |                        |
| Total de sufragios emitidos     | Total de sufragios emitidos            | Total de sufragios emitidos | 6 872 675            | 100 %                |                      |                      |                      | 6 874 315              | 100 %                  |                        |                        |                        |

## Alcaldías 2004-2008

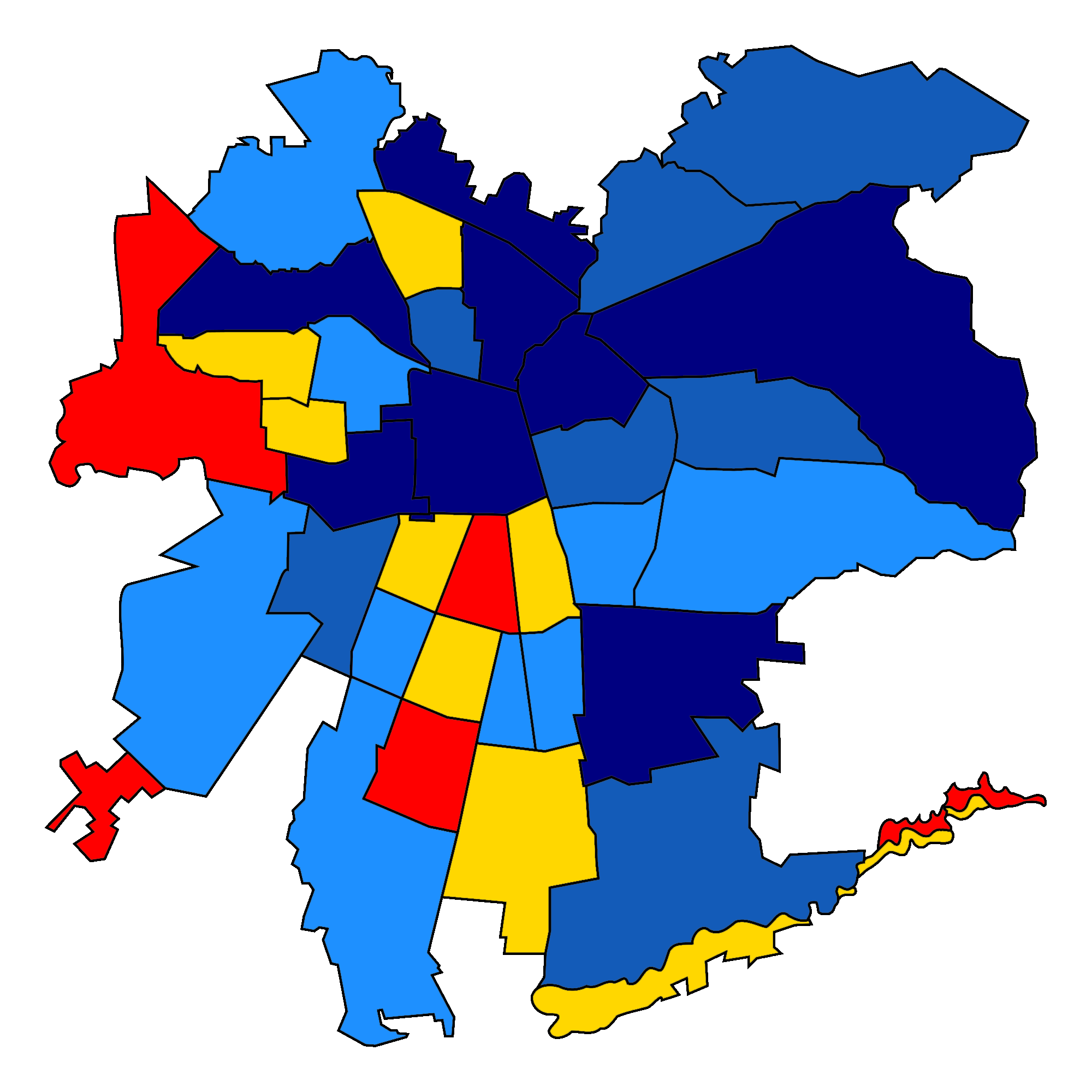
Mapa de Santiago de Chile con la distribución de alcaldes electos en la elección municipal de 2004.
PDC
PS
PPD
PCCh
RN
UDI

### Listado de alcaldes electos
Listado de alcaldes elegidos en las principales ciudades del país.
| Municipio | Municipio    | Alcalde electos                                                   |
| --------- | ------------ | ----------------------------------------------------------------- |
|           | Arica        | Carlos Valcarce Medina Renovación Nacional                        |
|           | Iquique      | Jorge Soria Quiroga Ind. Nueva Fuerza Regional                    |
|           | Calama       | Arturo Molina Henríquez Partido Demócrata Cristiano               |
|           | Antofagasta  | Daniel Adaro Silva Independiente                                  |
|           | Copiapó      | Marcos López Rivera Partido Socialista                            |
|           | La Serena    | Raúl Saldívar Auger Partido Socialista                            |
|           | Coquimbo     | Pedro Velásquez Seguel Partido Demócrata Cristiano                |
|           | Valparaíso   | Aldo Cornejo González Partido Demócrata Cristiano                 |
|           | Viña del Mar | Virginia Reginato Bozzo Unión Demócrata Independiente             |
|           | Santiago     | Raúl Alcaíno Lihn Ind. Alianza                                    |
|           | Rancagua     | Carlos Arellano Baeza Partido Demócrata Cristiano                 |
|           | Talca        | Patricio Herrera Blanco Partido Socialista                        |
|           | Concepción   | Jacqueline van Rysselberghe Herrera Unión Demócrata Independiente |
|           | Temuco       | Francisco Huenchumilla Jaramillo Partido Demócrata Cristiano      |
|           | Valdivia     | Bernardo Berger Fett Renovación Nacional                          |
|           | Puerto Montt | Rabindranath Quinteros Lara Partido Socialista                    |
|           | Coyhaique    | David Sandoval Plaza Unión Demócrata Independiente                |
|           | Punta Arenas | Juan Morano Cornejo Partido Demócrata Cristiano                   |

## Efectos
Los resultados de la elección municipal fueron un duro golpe para la Alianza por Chile, que apostaba por un empate técnico frente a la Concertación. Sin embargo, la elección de concejales (considerada como termómetro del poder de cada partido político) reflejó un amplio apoyo a la Concertación que sobrepasaba en 10 puntos a la coalición de derecha. A pesar de la derrota de Jorge Schaulsohn frente a Raúl Alcaíno en la comuna de Santiago (considerada la madre de todas las batallas), la Concertación logró recuperar comunas emblemáticas como Maipú y Peñalolén.
Un punto relevante fueron los candidatos fuera de pacto, que en su mayoría renunciaron a la militancia de sus partidos para postular a la alcaldía de forma independiente, triunfando en comunas como Antofagasta, Tocopilla, Ovalle, Los Ángeles, entre otras. Totalizaron un 9,64 % de la votación de alcaldes.
Otra gran sorpresa fue la irrupción del pacto Juntos Podemos, alianza formada por el Partido Comunista, el Partido Humanista y otros movimientos de la izquierda extraparlamentaria. A pesar de las encuestas, que reflejaban cerca de un 2 % de intención de voto, el pacto obtuvo cerca del 5 % en la elección de alcaldes y cerca de un 10 % de votos en la elección de concejales, algo totalmente impensado para una coalición que no contaba con representación en el Congreso.